# Polyipnus
Polyipnus és un gènere de peixos pertanyent a la família dels esternoptíquids.

## Descripció
- Cos comprimit lateralment.
- Ulls dirigits lateralment.
- Boca vertical.
- Aleta dorsal adiposa.
- Quilla abdominal ben definida.
- Bufeta natatòria ben desenvolupada i plena de gas.
- Dors fosc i costats platejats.[3]

## Hàbitat
Viuen entre 50 i 400 m de fondària.

## Distribució geogràfica
Es troba a l'Atlàntic, l'Índic i el Pacífic. És absent de la Mediterrània.

## Taxonomia
- Polyipnus aquavitus (Baird, 1971)[4]
- Polyipnus asper (Harold, 1994)[5]
- Polyipnus asteroides (Schultz, 1938)[6]
- Polyipnus bruuni (Harold, 1994)
- Polyipnus clarus (Harold, 1994)
- Polyipnus danae (Harold, 1990)
- Polyipnus elongatus (Borodulina, 1979)[7]
- Polyipnus fraseri (Fowler, 1934)[8]
- Polyipnus indicus (Schultz, 1961)[9]
- Polyipnus inermis (Borodulina, 1981)[10]
- Polyipnus kiwiensis (Baird, 1971)[4]
- Polyipnus laternatus (Garman, 1899)
- Polyipnus latirastrus (Last & Harold, 1994)[11]
- Polyipnus limatulus (Harold & Wessel, 1998)[12]
- Polyipnus matsubarai (Schultz, 1961)[9]
- Polyipnus meteori (Kotthaus, 1967)[13]
- Polyipnus nuttingi (Gilbert, 1905)[14]
- Polyipnus oluolus (Baird, 1971)[4]
- Polyipnus omphus (Baird, 1971)[4]
- Polyipnus ovatus (Harold, 1994)[5]
- Polyipnus parini (Borodulina, 1979)[7]
- Polyipnus paxtoni (Harold, 1989)[15]
- Polyipnus polli (Schultz, 1961)[16]
- Polyipnus ruggeri (Baird, 1971)[4]
- Polyipnus soelae (Harold, 1994)[5]
- Polyipnus spinifer (Borodulina, 1979)[7]
- Polyipnus spinosus (Günther, 1887)[17]
- Polyipnus stereope (Jordan & Starks, 1904)[18]
- Polyipnus surugaensis (Aizawa, 1990)[19]
- Polyipnus tridentifer (McCulloch, 1914)[20]
- Polyipnus triphanos (Schultz, 1938)[6]
- Polyipnus unispinus (Schultz, 1938)[6][21][22][23][24][25][26]

## Costums
Algunes espècies són migradores verticals, d'altres no.